# Slaggen, Falun
Slaggen är en stadsdel i centrala Falun. Den avgränsas i söder av Kristinegatan, i norr av Södra Mariegatan, i öster av Slaggatan och i väster av Faluån.
Faluån var i forna tider avsevärt bredare än dagens å. Under århundradenas lopp har de sanka markerna i åns närhet successivt fyllts ut med kopparslagg så att dagens bebyggelse vilar på flera meter slagg.
Stadsdelen hyste fordom enklare småindustri och hantverkare med tillhörande bostäder. Idag består bebyggelsen huvudsakligen av bostäder med insprängda kontorslokaler, förutom längs Slaggatan med sina butikslokaler. Bland de mer intressanta äldre byggnaderna märks Kronobränneriet, slaggstenshuset i kvarteret Pärlan samt "gamla gamla" badhuset i kvarteret Hästbryggan. Dagens bebyggelse utgör en småskalig blandning av hus från olika tidsepoker.

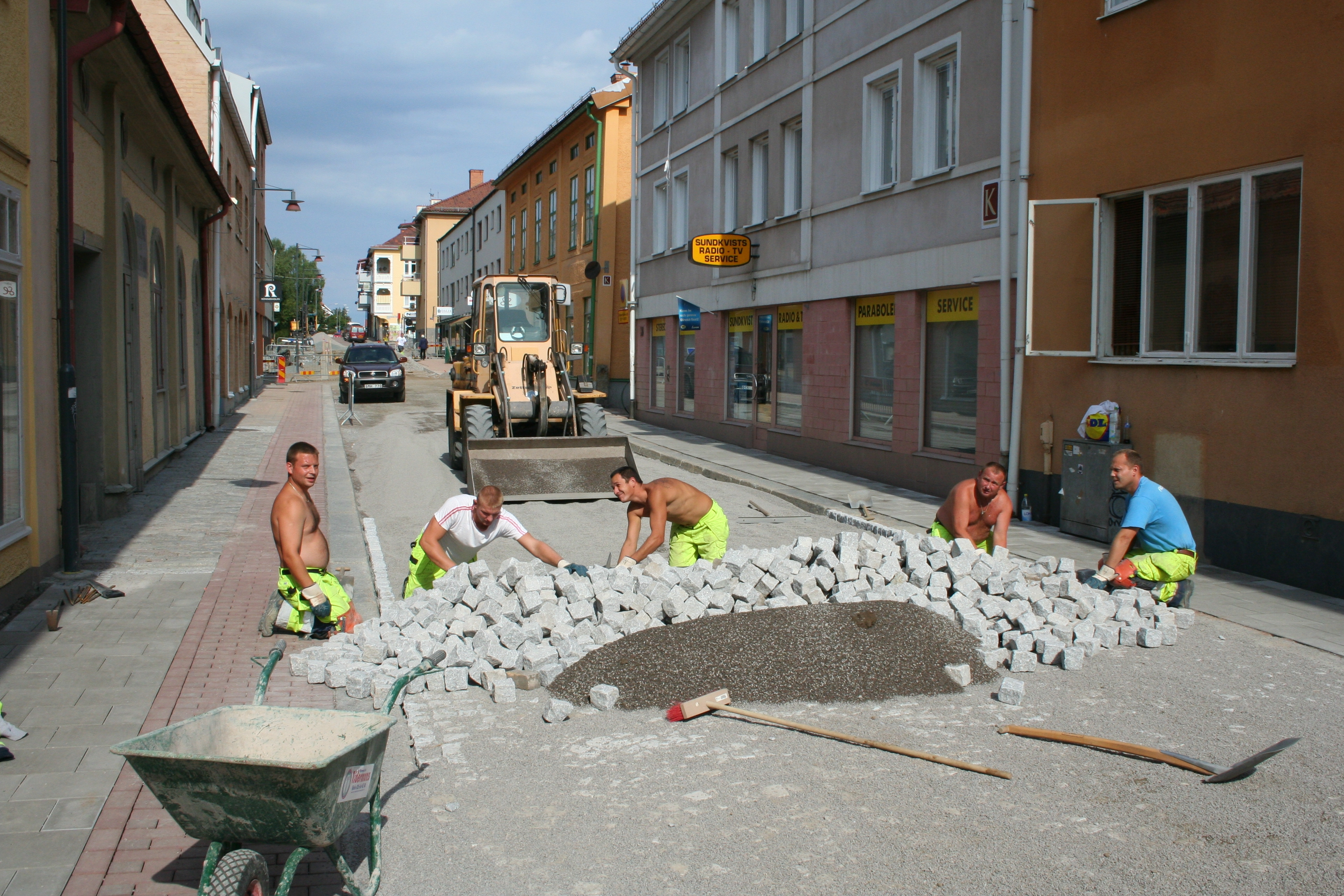
Ombyggnad av Slaggatan sommaren 2007
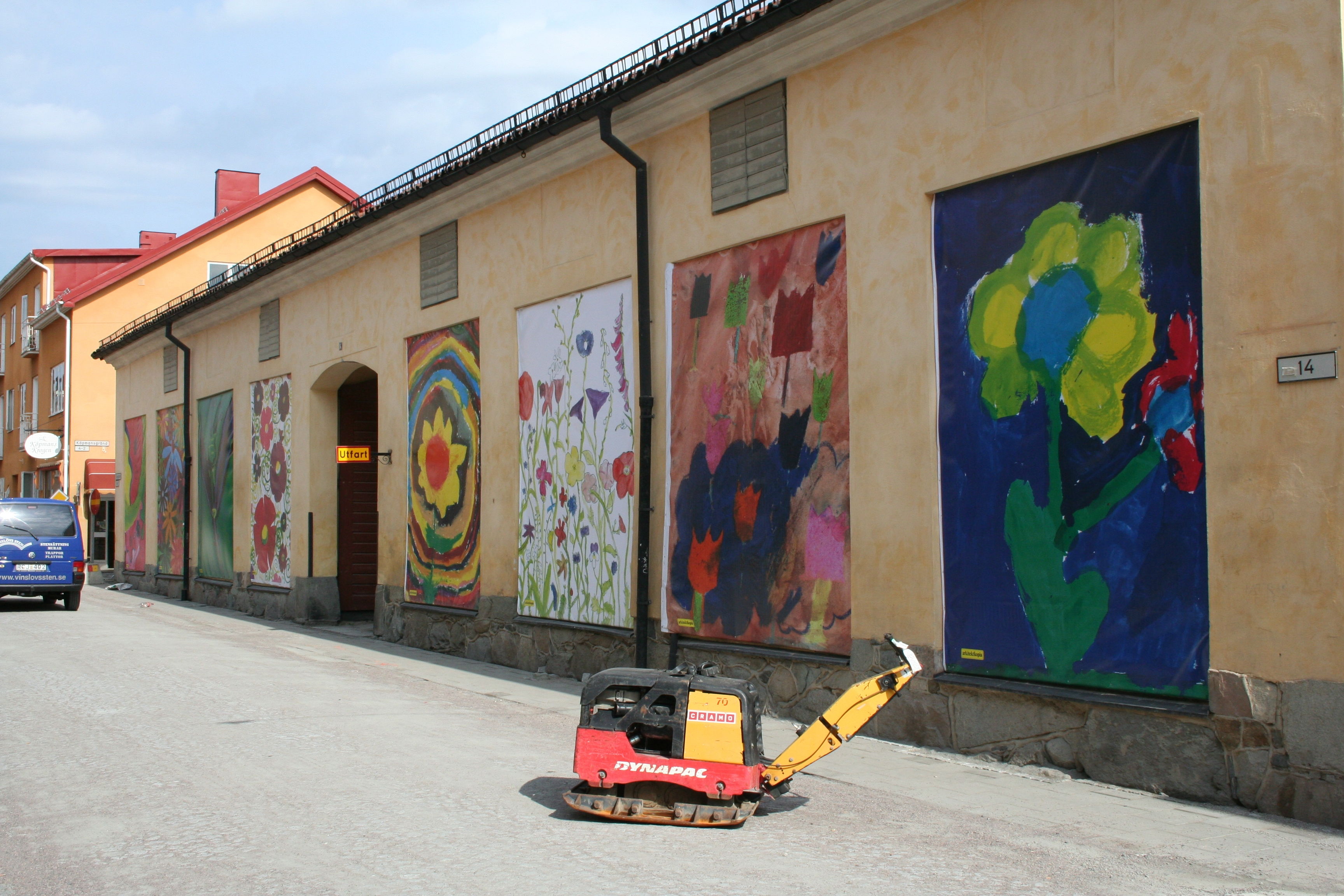
Barnmålningar på baksidan av Residenset, Slaggatan .
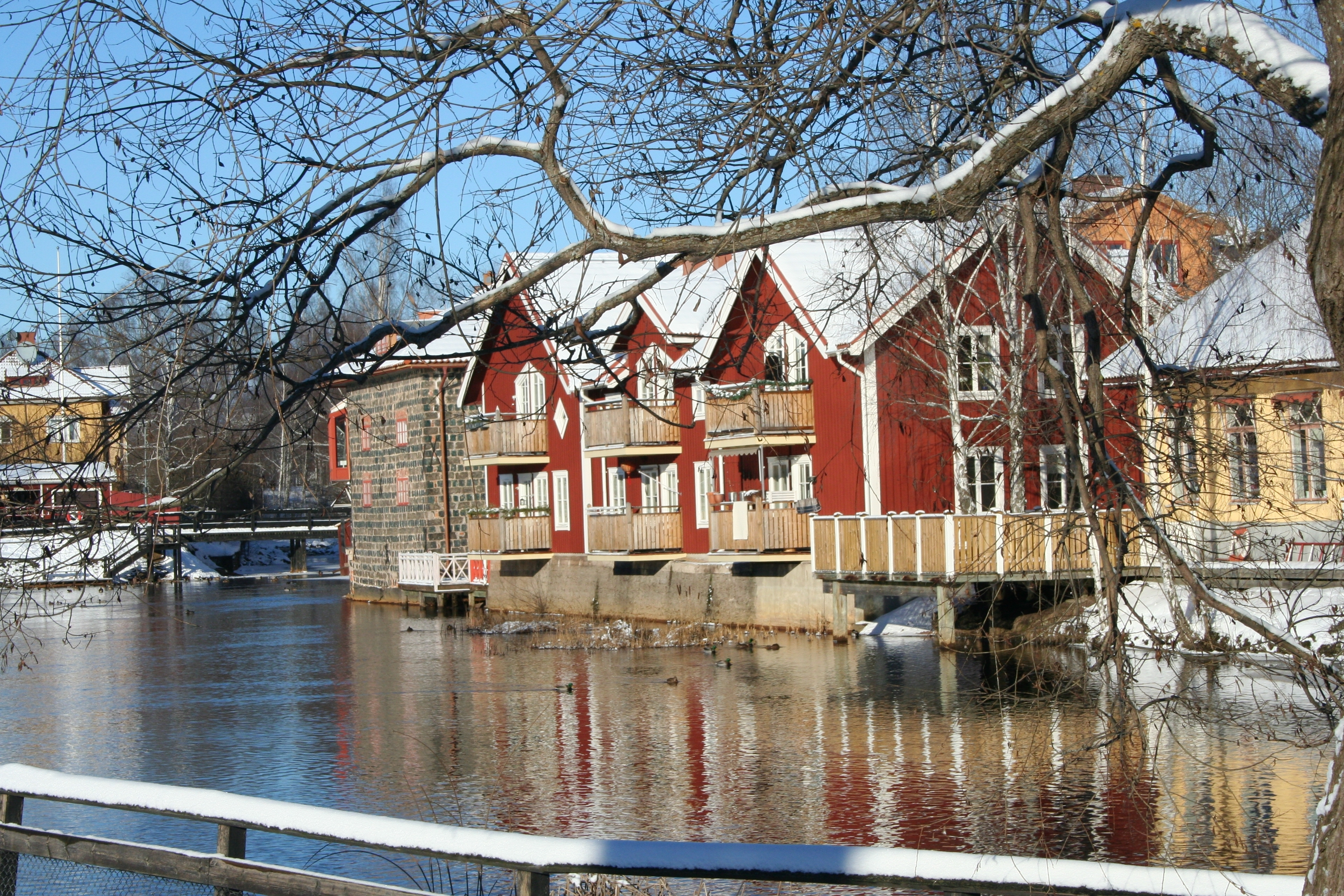
Gammal och ny bebyggelse samsas väl längs Faluån
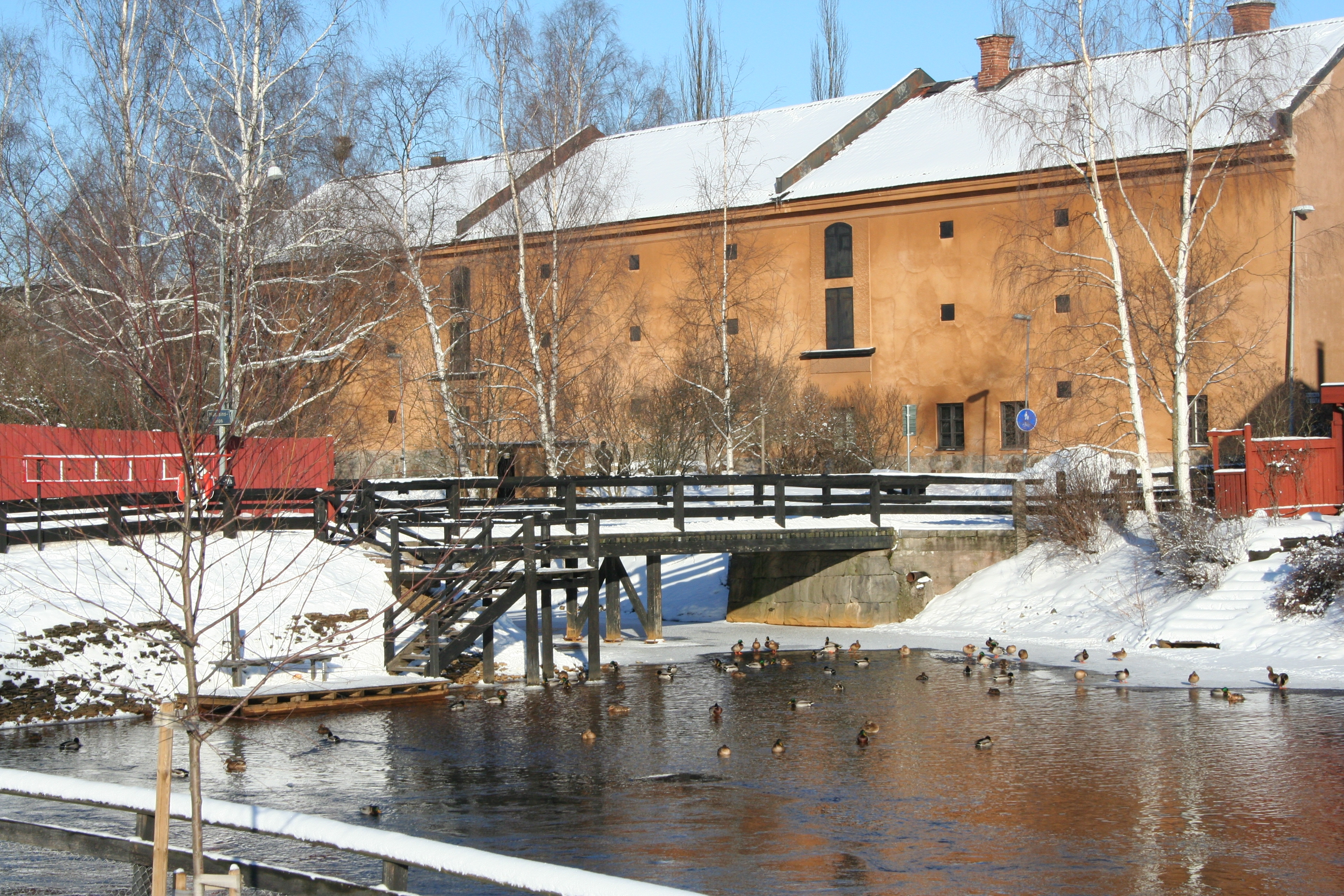
Kronobränneriet

Egentligen tillhör Residenset ovan inte stadsdelen Slaggen eftersom det ligger på "fel" sida av Slaggatan.